# Kedunghalang
Kedunghalang is een bestuurslaag in het regentschap Kota Bogor van de provincie West-Java, Indonesië. Kedunghalang telt 20.580 inwoners (volkstelling 2010).